# Blepharotes vivax
Blepharotes vivax är en tvåvingeart som först beskrevs av Hermann 1907.  Blepharotes vivax ingår i släktet Blepharotes och familjen rovflugor. Inga underarter finns listade i Catalogue of Life.